# Саймон, Крис
Крис Са́ймон (англ. Chris Simon;  30 января 1972, Вава, Онтарио — 18 марта 2024, Вава, Онтарио) — канадский хоккеист, левый нападающий, тафгай. Обладатель Кубка Стэнли 1996 года в составе «Колорадо Эвеланш».

## Биография

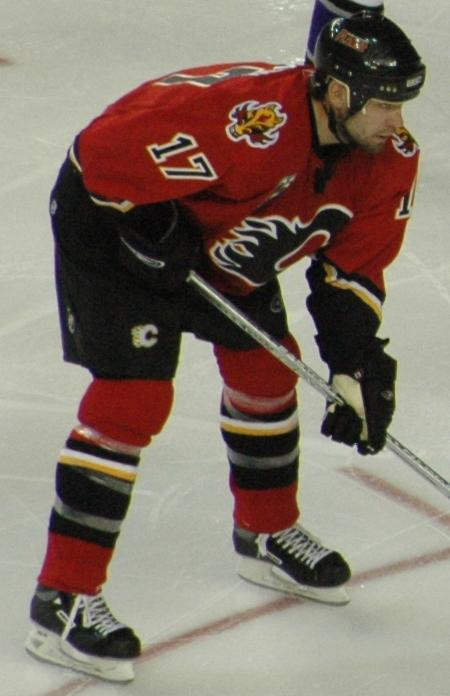
Саймон в состав «Калгари Флэймз» в 2005 году

Отец — индеец оджибве. На молодёжном уровне Крис Саймон выступал в Хоккейной лиге Онтарио за «Оттава Сиксти Севенс» и «Су-Сент-Мари Грейхаундз». В подростковом возрасте Саймон испытывал проблемы с алкоголем. Справиться с зависимостью Саймону помог Тед Нолан.
На драфте НХЛ 1990 года был выбран во 2-м раунде под общим 25-м номером командой «Филадельфия Флайерз». 30 июня 1992 года был обменян в «Квебек Нордикс». 10 июня 1996 года стал обладателем Кубка Стэнли в составе «Колорадо Эвеланш». Саймон выходил на площадку в 12 из 22 матчей плей-офф и набрал 3 очка (1+2). Единственную шайбу забросил 11 мая в пятом матче серии против «Чикаго Блэкхокс» (4:1). 2 ноября 1996 года был обменян в «Вашингтон Кэпиталз». Самым результативным сезоном в НХЛ для Саймона стал 1999/00, когда он в 75 матчах набрал 49 очков (29+20). Кроме этого сезона он никогда не набирал более 34 очков. 1 ноября 2002 года был обменян в «Чикаго Блэкхокс». 25 июля 2003 года как неограниченно свободный агент подписал контракт с «Нью-Йорк Рейнджерс». 6 марта 2004 года был обменян в «Калгари Флэймз». 11 июля 2006 года как неограниченно свободный агент подписал контракт с «Нью-Йорк Айлендерс». Всего в НХЛ сыграл 782 матча и набрал 305 очков (144+161). В плей-офф сыграл 75 матчей и набрал 17 очков (10+7).
С 2008 года выступал за чеховский «Витязь» из КХЛ. 30 января 2011 года, в свой 39-й день рождения, подписал контракт до конца сезона с московским «Динамо».
Хоккеист Валерий Каменский, игравший вместе с Саймоном в «Квебеке» и «Колорадо», отмечал, что у него — «руки в работе с клюшкой золотые».
Был женат на Лори Смит. Вторая жена — Валери, с которой у Саймона было 4 детей. С Валери Саймон развёлся в 2017 году.
В 2017 году у Саймона были диагностированы симптомы хронической травматической энцефалопатии. Он не мог работать, у него развились депрессия, артрит, посттравматическое стрессовое расстройство.
Крис Саймон умер в своём родном муниципалитете Вава (провинция Онтарио) 18 марта 2024 года в возрасте 52 лет. Сообщается, что Саймон, в последние годы жизни испытывавший тяжёлые проблемы со здоровьем, покончил с собой.

## Статистика
| Легенда | Легенда                    | Легенда | Легенда                   | Легенда | Легенда    |
| ------- | -------------------------- | ------- | ------------------------- | ------- | ---------- |
| И       | Количество проведённых игр | Штр     | Штрафное время            | +/−     | Плюс-минус |
| Г       | Голы                       | П       | Голевые передачи          | О       | Очки       |
| -       | Статистика неизвестна      | —       | Статистика не учитывалась |         |            |

## Достижения
| Год  | Команда                 | Достижение                             | Достижение |
| ---- | ----------------------- | -------------------------------------- | ---------- |
| 1992 | Су-Сент-Мари Грейхаундз | Обладатель Кубка Джей Росса Робертсона |            |
| 1996 | Колорадо Эвеланш        | Обладатель Кубка Стэнли                |            |

| Год        | Команда | Достижение                        | Достижение |
| ---------- | ------- | --------------------------------- | ---------- |
| 2010, 2011 | Витязь  | Участник Матча всех звёзд КХЛ (2) |            |